# Melanie Meilinger
Melanie Meilinger (* 27. Juni 1991 in Mühlbach am Hochkönig) ist eine österreichische Freestyle-Skierin. Sie startet in der Disziplin Buckelpiste.
Meilinger begann ihre sportliche Karriere als Alpinski-Rennfahrerin und wechselte als Quereinsteigerin zum Freestyle. Sie finanzierte ihre Weltcup-Teilnahme über Crowdfunding-Projekte. Seit der Saison 2012/13 nimmt sie am Freestyle-Skiing-Weltcup teil und erreichte am 26. Februar 2017 in Thaiwoo Rang 15 in der Disziplin Dual Moguls.
Am 8. März 2014, am 15. Februar 2015 und am 20. Februar 2016 wurde sie österreichische Staatsmeisterin in der Disziplin Moguls, 2015 zusätzlich in der Disziplin Dual Moguls. Meilinger vertrat Österreich 2018 bei den Olympischen Winterspielen in Pyeongchang. Sie erreichte im Phoenix Snow Park den 26. Rang.